# Hippasa albopunctata
Hippasa albopunctata là một loài nhện trong họ Lycosidae.
Loài này thuộc chi Hippasa. Hippasa albopunctata được Tord Tamerlan Teodor Thorell miêu tả năm 1899.